# Renault 21

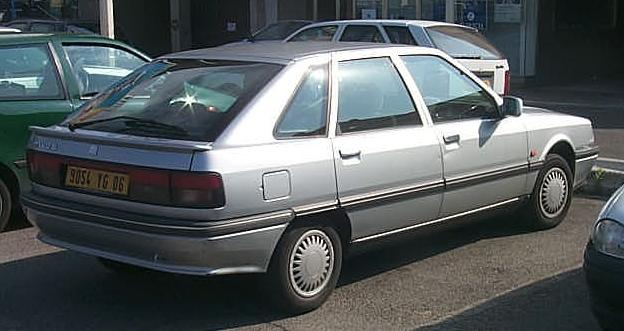
Renault 21 i halvkombiutförnade.

Renault 21 introducerades 1986 och ersatte då mellanklassmodellen Renault 18. Samma år började denna modell också säljas i Nordamerika, men då under namnet Eagle Medallion i American Motors Corporations program. Tre karosserier erbjöds; en 4-dörrars sedan, en 5-dörrars halvkombi och en herrgårdsvagn med förlängt axelavstånd kallad Nevada. I sina planer att återskapa förlorade marknadsandelar i Sverige, tänkte Renault först introducera modellen även där, men eftersom Renault under denna tid samarbetade med Volvo och Volvo befarade en minskad försäljning av 240- och 740-serierna, genomfördes aldrig detta. 1994 ersattes Renault 21 i Europa av Laguna, men i Argentina fortsatte tillverkningen. 